# Christian Dästner
Christian Dästner (* 13. Januar 1944 in Zobten am Berge; † 5. Oktober 2002 in Bonn) war ein deutscher Jurist und Verwaltungsbeamter.

## Leben
Christian Dästner wurde am 13. Januar 1944 im schlesischen Zobten am Berge geboren. Er siedelte später mit seiner Familie nach Westdeutschland über und wuchs in Hannover auf. Nach dem Abitur 1963 nahm er ein Studium der Rechtswissenschaft an den Universitäten in Freiburg und Göttingen auf, das er 1968 mit dem Ersten Juristischen Staatsexamen abschloss. Von 1969 bis 1973 absolvierte er sein Referendariat im Bezirk des Oberlandesgerichtes Celle und bei der EG-Kommission. 1970 promovierte er an der Göttinger Universität mit der Dissertationsarbeit Der Verkehrsschutz im deutschen internationalen Eherecht zum Doktor der Rechte. Nach Ablegung des Zweiten Juristischen Staatsexamens war er bis 1974 als wissenschaftlicher Mitarbeiter bei der Deutschen Forschungsgemeinschaft in Bonn tätig. Danach wirkte er bis 1980 als Richter am Landgericht Bonn.
Dästner arbeitete von 1980 bis 1985 als Beamter in der Personalabteilung des Justizministeriums des Landes Nordrhein-Westfalen, von 1985 bis 1987 als Richter am Oberlandesgericht Köln und von 1987 bis 1989 als Abteilungsleiter für Personal, Organisation und Haushalt beim Ministerium der Justiz des Saarlandes. 1989 wechselte er als Gruppen- und Abteilungsleiter mit Zuständigkeit für Verfassungsrecht und Gesetzgebung in die Staatskanzlei des Landes Nordrhein-Westfalen. Von 1993 bis 2001 war er stellvertretender Direktor des Bundesrates und gleichzeitig Sekretär des Rechtsausschusses sowie Geschäftsführer des Vermittlungsausschusses zwischen Bundestag und Bundesrat. Vom 1. März 2001 bis zu seinem Tod am 5. Oktober 2002 amtierte er als Staatssekretär im Justizministerium des Landes Nordrhein-Westfalen.